# Dečja vas (Trebnje, Slovenija)
Dečja vas je naselje u slovenskoj Općini Trebnju. Dečja vas se nalazi u pokrajini Dolenjskoj i statističkoj regiji Jugoistočnoj Sloveniji. 

## Stanovništvo
Prema popisu stanovništva iz 2002. godine naselje je imalo 88 stanovnika.